# Oil and Natural Gas Corporation
Oil and Natural Gas Corporation Limited (viết tắt: ONGC) là một công ty đa quốc gia của Ấn Độ, hoạt động trong ngành thăm dò, khai thác dầu mỏ và khí thiên nhiên. Công ty đặt trụ sở chính tại Dehradun, bang Uttarakhand. Đây là doanh nghiệp nhà nước do Chính phủ Ấn Độ nắm tỉ trọng vốn lớn, thuộc quyền quản lý của Bộ Dầu khí Ấn Độ. ONGC là công ty thăm dò và khai thác dầu khí lớn nhất toàn quốc, sản xuất khoảng chừng 69% lượng dầu mỏ của Ấn Độ (tương đương khoảng 30% tổng nhu cầu về dầu trong nước) và khoảng 62% khí thiên nhiên của Ấn Độ.
Ngày 31 tháng 3 năm 2013, giá trị vốn hóa thị trường của công ty đạt 2,6 ngàn tỉ rupee (48,98 tỉ đô la Mỹ), khiến công ty được xếp thứ hai trong danh sách các công ty đại chúng lớn nhất Ấn Độ. Trong cuộc khảo sát của chính phủ dành cho năm tài chính 2011-12, ONGC được xếp là doanh nghiệp nhà nước tạo ra lợi nhuận nhiều nhất Ấn Độ. ONGC đứng ở hạng 357 trong danh sách Fortune Global 500 (500 công ty lớn nhất thế giới) vào năm 2012. Công ty đứng hạng 22 trong danh sách 250 Công ty Năng lượng Hàng đầu (Top 250 Global Energy Companies) của Platts.
ONGC được thành lập ngày 14 tháng 8 năm 1956. Hiện thời Chính phủ Ấn Độ đang sở hữu 69,23% vốn của công ty. ONGC tham gia thăm dò và khai thác dầu khí ở 26 bồn địa trầm tích của Ấn Độ, sở hữu và điều hành trên 11.000 km đường ống dẫn dầu khí trong nước. Công ty con Videsh có dự án ở 15 quốc gia. ONGC đã phát hiện được 6 trong 7 mỏ dầu đang khai thác thương mại ở bồn địa Ấn Độ. Mặc cho sự giảm sút sản lượng khai thác từ các mỏ cũ trên toàn cầu, ONGC vẫn duy trì được sản lượng nhờ sự hỗ trợ của việc đầu tư không tiếc tiền cho các dự án IOR (Improved oil recovery) và EOR (Enhanced oil recovery). Tại nhiều mỏ cũ, tỉ lệ khôi phục của ONGC đạt 25-33%.